# Nymphargus armatus
Nymphargus armatus là một loài ếch trong họ Centrolenidae. Chúng là loài đặc hữu của Colombia.
Các môi trường sống tự nhiên của chúng là các khu rừng vùng núi ẩm nhiệt đới hoặc cận nhiệt đới và sông.